# Roska Botond
Roska Botond (Budapest, 1969. december 17. –) magyar neurobiológus, egyetemi tanár, a bázeli Institute of Molecular and Clinical Ophthalmology Basel (IOB) igazgatója. A Friedrich Miescher Orvosi Kutatóintézet neurobiológiai kutatócsoportjának vezetője. Roska Tamás fia.  
Munkahelyei: Institute of Ophthalmology Basel, Friedrich Miescher Institute for Biomedical Research. 2022-ben a Magyar Tudományos Akadémia külső tagjává választották.

## Díjai, elismerései
- Fulbright-program (1997)
- W. Alden Spencer Award (2018)
- Louis-Jeantet Prize for Medicine (2019)
- Magyar Szent István-rend (2019) [5][6][7]
- Semmelweis Budapest Award (2019) [8]
- Körber-díj(wd) (2020)[9]
- Orvostudományi Wolf-díj (2024)[10]
- Prima Primissima-díj (2024)[11]